# Skogsstarr
Skogsstarr (Carex sylvatica) är en flerårig gräslik växt inom släktet starrar och familjen halvgräs. Skogsstarr växer i glesa tuvor med smala lutande strån som har blekbruna basala slidor. De klargröna bladen blir tre till sju mm breda. Skogsstarr har ett smalt hanax och tre till fem honax som är väl åtskilda. Axen blir från tre till fem cm långa och fyra mm tjocka med de nedra överhängande på långa fina skaft. 
 Stödbladen är kortare än axsamlingen och de nedre har lång slida. De grönvita axfjällen har en grön mittnerv. De blekgröna fruktgömmena blir från 4 till 5,5 mm och har en två mm lång, slät och kluven näbb. I södra Norge är skogsstarren ofta lågväxt och smalbladig, med mycket kort näbb. Skogsstarr blir från 15 till 70 cm hög och blommar från juni till juli.

## Utbredning
Skogsstarr är ganska vanlig i Norden och återfinns på frisk till fuktig mulljord, såsom lövskogar, lundar, men även inkommen med gräsfrö i parker med mera. Dess utbredning i Norden sträcker sig till södra Norges kuster, några utspridda områden i södra Sverige inklusive Öland och Gotland och stora delar av Danmark.
- Referens: Den nya nordiska floran ISBN 91-46-17584-9